# Velká Štáhle
Velká Štáhle (en allemand : Gross Stohl) est une commune du district de Bruntál, dans la région de Moravie-Silésie, en Tchéquie. Sa population s'élevait à 344 habitants en 2021.

## Géographie
Velká Štáhle est arrosée par la rivière Moravice, un affluent de l'Opava, et se trouve à 7 km à l'est de Rýmařov, à 11 km au sud-ouest de Bruntál, à 67 km à l'ouest-nord-ouest d'Ostrava et à 210 km à l’est de Prague.
La commune est limitée par Václavov u Bruntálu au nord et au nord-est, par Břidličná à l'est et au sud, par Rýmařov à l'ouest et par Malá Štáhle au nord-ouest.

## Histoire
La première mention écrite de la localité date de 1298. La localité porta les noms de Velká Stohla de 1869 à 1880, de Velké Stáhle ou Velká Štola à partir de 1890 et enfin de Malá Stáhle.

## Transports
Par la route, Velká Štáhle se trouve à 8 km de Rýmařov, à 15 km de Bruntál, à 93 km d'Ostrava et à 274 km de Prague.